# Douglas-Charles Airport

i7
i11
i13
Der Douglas-Charles Airport (IATA-Code: DOM, ICAO-Code: TDPD) ist einer der beiden Flughäfen der Inselrepublik Dominica. Der Flughafen hieß bis zu seiner offiziellen Umbenennung am 27. Oktober 2014 Melville Hall Airport. Der neue Name wurde in Gedenken an zwei frühere Premierminister der Insel, Pierre Charles und Rosie Douglas, gewählt.
Er wurde 1961 eröffnet und liegt etwa 30 km nordöstlich der Hauptstadt Roseau. Der Flughafen besitzt keine internationale Zulassung und ist lediglich für kleinere Passagiermaschinen freigegeben. In den letzten Jahren wurde der Douglas-Charles Airport mit finanzieller Unterstützung der EU und Venezuelas erweitert und verfügt seit Ende 2010 über eine ausreichend lange Start- und Landebahn sowie ein Instrumentenlandesystem, sodass er auch nachts und bei schlechter Sicht angeflogen werden kann. Am 9. August 2010 erfolgte die erste IFR-gestützte Nachtlandung auf Dominica durch die karibische Fluggesellschaft Winair. Diese Nachtlandungen sind jedoch umstritten, da aufgrund der ungünstigen Lage des Flughafens sowie der kurzen Start- und Landebahn der Landeanflug als riskant gilt.

## Flugbetrieb
Regelmäßig wird der Flughafen von den Fluggesellschaften American Airlines (Miami), Air Antilles Express (Fort-de-France und Pointe-à-Pitre), Silver Airways (San Juan, Saint Croix, Saint Thomas und Vieques) sowie Winair (Aruba, Pointe-à-Pitre, Port-au-Prince, Saba, Sint Maarten, Santo Domingo, St. Barth, St. Eustatius, St. Kitts und Nevis, Tortola) bedient.
Die haitianische Fluggesellschaft Sunrise Airways flog am 27. Mai 2024 erstmalig den Flughafen an und plant die Etablierung regelmäßiger Flugverbindungen.

### Ehemalige Flugverbindungen
- American Eagle Airlines stellte ihre Flugverbindung aus San Juan im März 2013 ein.[5]
- Flüge von und nach Porlamar durch die venezolanische Fluggesellschaft Conviasa waren seit März 2014 ausgesetzt und wurden nach dem vorübergehenden Einstellen aller internationalen Flugverbindungen durch Conviasa im Mai 2017[6] bis heute (Stand 22. März 2024) nicht mehr angeboten.
- BVI Airways, die staatliche Fluggesellschaft der Britischen Jungferninseln mit Verbindungen nach Tortola und Sint Maarten, stellte ihren Flugbetrieb im Juni 2017 ein.[7]
- Die ehemalige karibische Fluggesellschaft LIAT mit Verbindungen nach Antigua, Barbados, Guadeloupe und San Juan stellte ihren Flugbetrieb am 24. Januar 2024 ein.[8]